# Hotel Grace La Margna

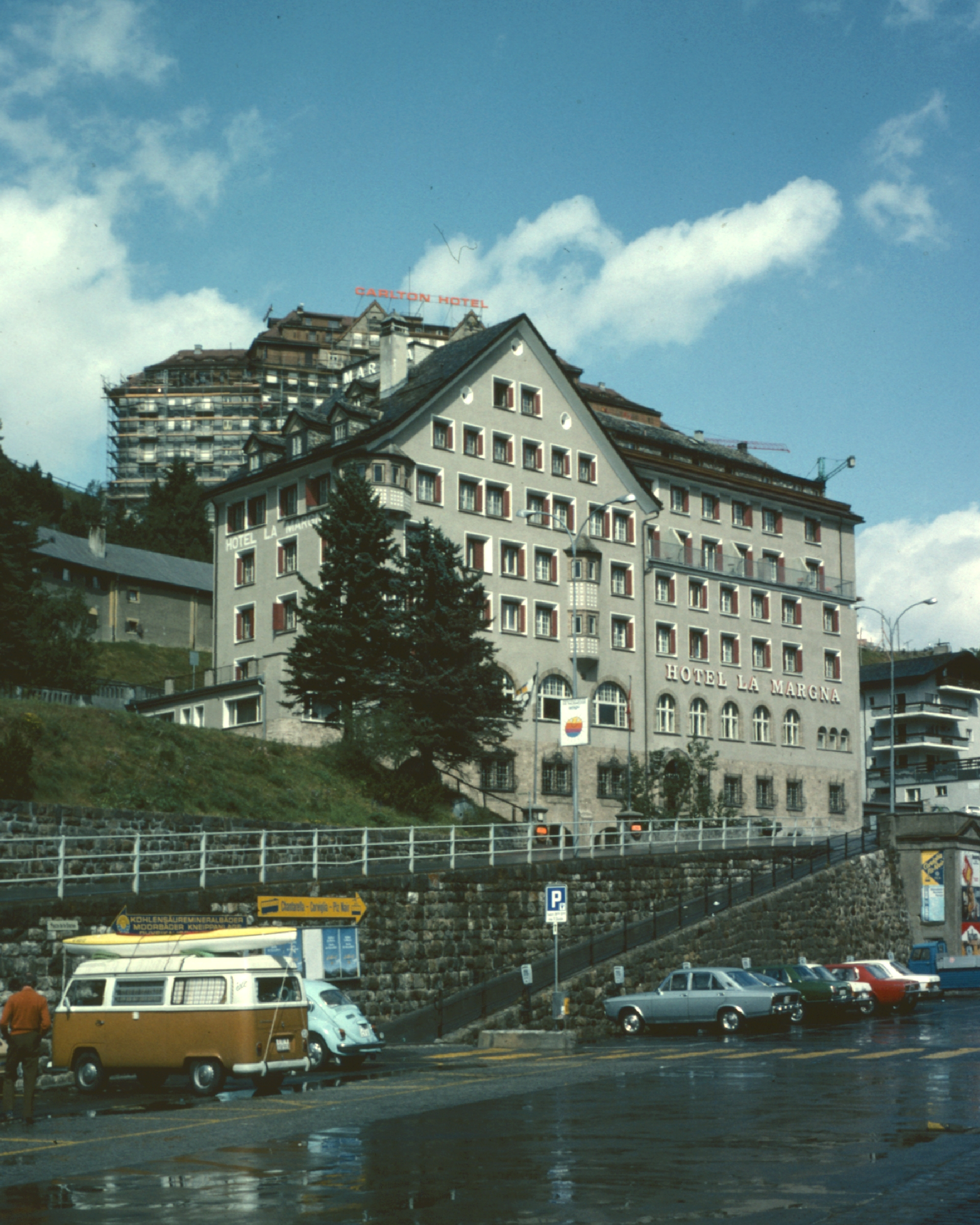
Hotel La Margna über dem Bahnhof im Jahr 1977

Das Hotel Grace La Margna ist ein 5-Sterne-Boutique Hotel in St. Moritz. Es wurde von 1905 bis 1907 als Hotel La Margna erbaut und im Sommer 2023 unter dem aktuellen Namen wiedereröffnet. Als Namensgeber für das Hotel diente der Berg Piz da la Margna. Der Zusatz Grace (Anmut) bezieht sich auf die Hotelkette Grace Hotels.
Das Hotel verfügt über 74 Gästezimmer und Suiten und drei Restaurants und liegt oberhalb des St. Moritzer See gegenüber dem vom gleichen Architekten erbauten Bahnhof St. Moritz.

## Geschichte
Das Hotel La Margna ist eng verknüpft mit der Entwicklung von St. Moritz zu einem mondänen Tourismusort. Der Erbauer des Hauses, Alfred Robbi (1861–1915), war von 1893 bis 1906 als Gemeindepräsident von St. Moritz. Da er wusste, dass 1904 der lokale Bahnhof der Rhätischen Bahn eingeweiht werden würde, plante er in unmittelbarer Nähe die Eröffnung eines gehobeneren Passanten-Hotels.
Nach knapp anderthalb Jahren Bauzeit wurde das La Margna am 22. Juli 1907 eröffnet. Das Haus verfügte damals unter anderem über 70 Betten, zwei Restaurants, einen grossen Speisesaal, ein Rauchzimmer, ein Bibliotheks- und Lesezimmer, einen Damensalon und die zentrale Halle.
Erster Direktor war Robbis Sohn Andrea Robbi (1883–1948), der zuvor im Londoner Savoy Hotel tätig war.
Das La Margna etablierte sich in St. Moritz als gehobeneres Haus zweiten Ranges, das mit seiner zentralen Lage oberhalb des Bahnhofs sowohl für Passanten, Geschäftsreisende wie auch für länger logierende Touristen geeignet war. Insgesamt kann das Haus als alpiner Vertreter des aus England kommenden Typus des Bahnhofhotels gesehen werden.
Bald wurde das La Margna auch zu einem beliebten Treffpunkt der Bevölkerung von St. Moritz und der lokalen Verbände. So wählte beispielsweise der Männerchor Engiadina das Haus zu seinem langjährigen Übungslokal und führte regelmässige Gesangsabende und Veranstaltungen durch. Im grossen Saal des Hauses fanden weiter Konzerte, Bälle, Kunstausstellungen, Lesezirkel, Jahresversammlungen oder Chalandamarz-Feiern statt.
Auf die Wintersaison 1912 hin wurde der Ostflügel über dem Speisesaal aufgestockt und so die Bettenzahl auf 100 erhöht. Wohl auch um die Kosten des Ausbaus und des Betriebs weiterhin tragen zu können, wurde am 26. Juni 1911 die Aktiengesellschaft Hotel La Margna St. Moritz mit einem Startkapital von 300'000 Franken gegründet. Federführend war dabei die St. Moritzer Bank, welche sich in diesen Jahren stark in der Finanzierung der St. Moritzer Hotellerie betätigte.
Das Familienunternehmen Robbi bestand nur wenige Jahre. Obwohl die Robbis in den ersten Jahren noch selbst oder mit Verwandten in der AG vertreten war, gingen die Wege bald auseinander. 1915 starb Alfred Robbi und sein Sohn Andrea verliess das La Margna als Direktor.
Während des Ersten Weltkriegs blieb das Haus geschlossen und stellte 1916 Zimmer zur Verfügung, damit Krankenschwestern aus kriegführenden Ländern sich für einige Wochen abseits der Kriegsschrecken erholen konnten.

Hotel und Bahnhof im Winter 1919

Die 1920er Jahre waren für den Tourismus in St. Moritz eine goldene Zeit, von der auch das La Margna profitierte. Doch schon kurz darauf folgten mit der Weltwirtschaftskrise und dem Zweiten Weltkrieg weitere grosse Herausforderungen. Während mehrere, vergleichbare Hotels in St. Moritz Konkurs gingen, hielt sich das La Margna mit temporären Schliessungen über Wasser und konnte auf die Wintersaison 1945 hin wieder eröffnen.
Nach dem Zweiten Weltkrieg, als in St. Moritz der Massentourismus einsetzte, nahm das La Margna wohl eine Grenzrolle ein. Mit seiner speziellen Lage und Funktion als Bahnhofshotel gelang es ihm, die lokale Bevölkerung ebenso zu bewirten wie normal betuchte Feriengäste, und gleichzeitig Rückzugsort für einzelne Prominente oder Adelige zu sein.
1962 wurde das Hotel zum zweiten Mal in seiner Geschichte zu einem Familienbetrieb: Andrea und Hanny Pitsch übernahmen das Hotel La Margna von der Schweizerischen Volksbank (Nachfolgerin der St. Moritz Bank und damalige Hauptaktionärin) und führten fortlaufend Renovationen und Umbauten durch. 1975 wurde das La Margna familienintern an Ursina und Roland Schweizer-Pitsch weitergegeben. Unter ihrer Führung blieb das Hotel weiterhin gern besuchter Treffpunkt für Lokale und Touristen zugleich.
In den 1970er und 1980er Jahren war das Haus eng mit dem örtlichen Sportwesen verbunden: Das La Margna veranstaltete Siegerehrungen für lokale und internationale Wettbewerbe, spendete Preise für Engadiner Hockey-Turniere und bot mit dem Hotel La Margna-Cup eine eigene Curling-Trophäe aus Bergkristall an, um die bis in die 2000er Jahre gespielt wurde.    
2013 wurde das Haus an die internationale Kette Grace Hotels verkauft. Unter dem Motto «A Legend Reborn» wurde das Hotel mit Rücksicht auf die historischen Räumlichkeiten über viele Jahre hinweg gesamtrenoviert. Im Sommer 2023 erfolgte die Wiedereröffnung.

## Architektur und Denkmalschutz
Als Architekt beauftragte Alfred Robbi den Bündner Nicolaus Hartmann III., einen wichtiger Vertreter der frühen Heimatschutzbewegung in Graubünden. Des Weiteren zog er als Bauberater Gustav Gull aus Zürich bei, auch dieser ein Verfechter des heimatlichen Baustils und als Bildhauer Wilhelm Schwerzmann (1877–1966).  

Von Anfang an sollte das Hotel nicht einfach ein weiteres Haus mit vielen Zimmern sein, sondern gleichsam eine architektonische Mission erfüllen: In scharfer Distanz zu den grossen internationalen Hotelpalästen des Historismus oder der Belle Époque wie etwa dem 1944 abgebrannten Grand Hotel St. Moritz sollte das neue La Margna ein Vorzeigebau des Bündner Heimatstils werden. Die Architektur Hartmanns und eine professionelle Lobbyarbeit der Heimatschutzbewegung sorgten denn auch dafür, dass der Bau des Hauses zu einem national und teilweise auch international beachteten Ereignis wurde, das in unzähligen Artikeln besprochen wurde:
Ein heimeliges Gasthaus, das, breit und behäbig nach alter Engadiner Art aufgebaut ist, in nichts an das unruhige Getriebe internationaler Grand-Hotels erinnert, sondern trauliche und wohnliche Unterkunft verspricht. Andere Autoren sprachen von der Wiedergeburt des alten Engadinerhauses oder davon, dass das Engadiner Wesen in diesem Gebäude seine Bestätigung finde.
Das grosse Giebelhaus in der Art eines überdimensionalen Engadiner Wohnhauses wurde flankiert von einem niedrigeren Ostflügel. Die geforderte Verwendung von Heimatstilelementen mag bei einem Gebäude dieser Grösse bald an ihre Grenzen gestossen sein, gerade wenn das Haus gleichzeitig die Anforderungen an die gehobenere Hotellerie um 1900 erfüllen musste. Eher lassen sich die lokalen Einflüsse in architektonischen Elementen und verwendeten Baumaterialien bestimmen, die den individuellen Charakter des Hauses teilweise bis heute betonen und auch bei der Neugestaltung in den 2020er Jahren wiederentdeckt oder renoviert worden sind: markante, tieferliegende Trichterfenster oder der Sgraffito-Schmuck, dazu Bündner Tuffstein und Fexer Steinplatten. Typisch für das La Margna ist auch das von Schwerzmann geschaffene Hauszeichen in Form des St. Mauritius, der später auch einen Gepäckkleber des Hotels ziert. Baulich stellt das La Margna eines der wichtigsten und qualitätvollsten Beispiele des frühen Bündnerstils im Engadin dar und wurde zu einem Leitbau des frühen Regionalismus.
Dank seinem imposanten Aussehen wurde das Hotel schnell zu einem Teil der für St. Moritz typischen «Skyline» aus Hotelbauten wie dem Badrutts Palace, dem Grand Hotel (1944 abgebrannt) und dem Carlton. Durch seine Lage oberhalb des Bahnhofs mit Blick auf den See war es oft eines der ersten Gebäude, die Reisende bei ihrer Ankunft mit dem Zug wahrnahmen.
Im Bauinventar der Gemeinde St. Moritz sind die Fassaden, die Ausstattung des Saalgeschosses und des Untergeschosses als schützenswert eingestuft.
Beim Umbau erweiterte man das La Margna um einen modernen Anbau samt Spa und zusätzlichen Zimmern. Viele der originalen Bau- und Dekorationselemente des Hauses blieben erhalten. Für den Umbau sorgte das Londoner Architekturbüro Divercity Architects.

## Ausstattung
Bei der Neueröffnung des Hauses 2023 verfügte das Hotel über zwei getrennte Flügel mit 74 Gästezimmern sowie drei Restaurants, eine Bar und ein Spa mit Pool, Saunen, Dampfbad und Fitnessbereich.

## Berühmte Gäste
- Baron und Baronin von Brentano, Winkel im Rheingau (1907)[24]
- Friedrich I., Großherzog von Baden (1907)[25]
- Hedwig Pringsheim (1909)[26]
- Olga Markova Meerson (1909)[27]
- Richard Beer-Hofmann (1923)[28]
- Joseph Schumpeter (1926ff)[29]
- Herzogin von Aosta, Anne Hélène Marie von Orléans (1947)[30]
- Pietro Nenni (1953)[31]
- Kurt Schuschnigg (1968)[32]